# باسل عادل
باسل عادل ( 15 نوفمبر 1972 - ) رئيس كتلة الحوار.. وهو سياسي مصري كان نائبًا برلمانيا بمجلس الشعب المصري عن دائرة شرق القاهرة في دورة 2012.
السيرة الذاتية.. مؤسس ورئيس كتلة الحوار - رئيس حزب الحوار تحت التأسيس - مهندس مدني - دكتوراه فى الإدارة الاستراتيجية من جامعة القاهرة  - ماجستير الإدارة العامة - دبلومة دراسات عليا فى الإدارة العامة - دبلومة دراسات عليا فى العلوم السياسية (دراسات برلمانية) من "اقتصاد وعلوم سياسية" جامعة القاهرة - نائب سابق بمجلس النواب - مساعد اول وزير الشباب والرياضة السابق - مساعد سابق لرئيس الشركة القابضة للتشييد والتعمير - عضو منتخب سابق بنقابه المهندسين - قيادة بعدد من الأحزاب الليبرالية وآخرهم عضو مجلس رئاسى ومكتب سياسى وهيئة عليا سابق بحزب المصريين الأحرار - عضو جبهة الإنقاذ ضد حكم الإخوان - كاتب مقال رأى بكل من (جريدة الأهرام- المصرى اليوم- الوطن- اليوم السابع- والوفد) - مقدم برامج بقناة ON TV برنامج "صباح أون"
هو عضو سابق في حزب الغد وسبق له الترشح في انتخابات مجلس الشعب المصري 2005 عن حزب الغد ولكنه لم يفز. شارك في تأسيس حزب المصريين الأحرار الذي تأسس في أبريل 2011 بعد نجاح ثورة 25 يناير. تم اختياره مع هاني سري الدين وأحمد حسن سعيد ليكونوا المجلس الرئاسي لحزب المصريين الأحرار قبل أن يتم اختيار أحمد حسن سعيد رئيسًا للحزب. ولكنه استقال من حزب المصريين الأحرار في 28 يوليو 2012 ليعمل مستقلا. ولكنه شرع في تأسيس حزب جديد باسم حزب النيل قبل أن يقرر في 17 يناير 2013 عدم استكمال إجراءات تأسيسه وينضم لحزب الدستور.
على الصعيد المهني، فهو مهندس مدنى تخرج من جامعة عين شمس عام 1996 ثم حصل على دبلومة إدارة المشروعات من الجامعة الأمريكية عام 2004. كما حصل على دبلومه الدراسات البرلمانية  كلية الاقتصاد والعلوم السياسية. وهورئيس مجلس إدارة شركة الحرية للمشروعات الهندسية منذ عام  2005 وعضو منتخب بمجلس النقابة العامة للمهندسين  شعبة مدني.[بحاجة لمصدر]